# Furculomyces boomerangus
Furculomyces boomerangus är en svampart som först beskrevs av M.C. Williams & Lichtw., och fick sitt nu gällande namn av M.C. Williams & Lichtw. 1992. Furculomyces boomerangus ingår i släktet Furculomyces och familjen Legeriomycetaceae.   Inga underarter finns listade i Catalogue of Life.